# Znak (издательство)

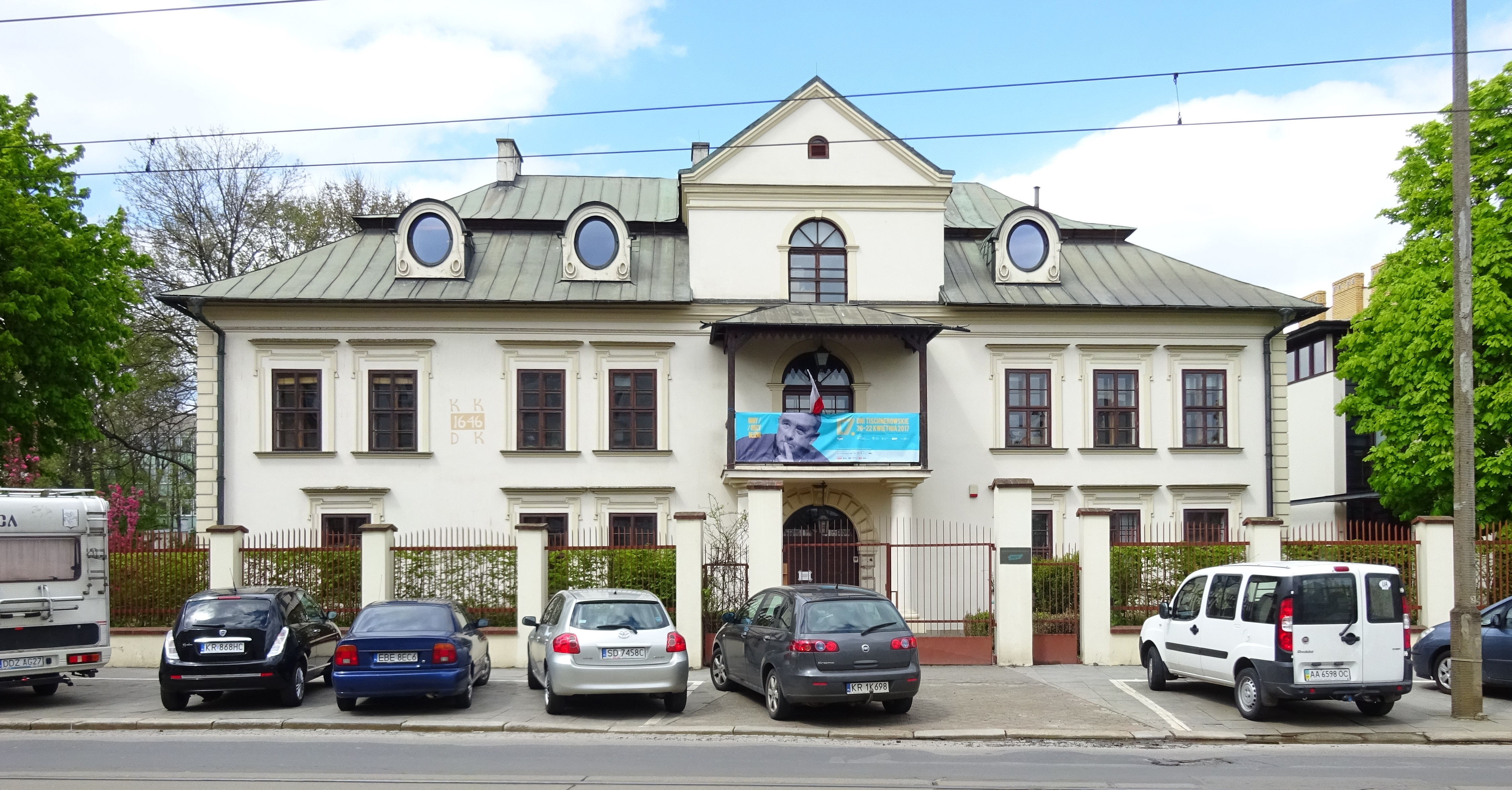
Здание на улице Тадеуша Костюшко, в котором размещается администрация издательства «Znak»

«Znak», полное название — Общественный издательский институт «Znak» (пол. Społeczny Instytut Wydawniczy Znak) — польское издательство, центр которого находится в Кракове.
Издательство «Znak» было основано в 1959 году польскими общественными и культурными деятелями, связанными с журналами «Znak» и «Tygodnik Powszechny». Первым директором издательства был Яцек Возьняковский. Первое время администрация издательства находилась в редакции журнала «Tygodnik Powszechny». В ранний период с издательством сотрудничали Ежи Турович, Станислав Стомма и Ганна Малевская. Во времена Польской Народной Республики издательство позиционировало себя как независимое от коммунистических властей издательское учреждение и издавало католическую и философскую литературу. Первой книгой издательства стала «Droga krzyżowa» кардинала Стефана Вышинского.
После 1989 года администрация издательства стала размещаться в бывшей усадьбе Ловча на улице Тадеуша Костюшко.
С середины 90-х годов XX столетия издательство стало издавать польскую и зарубежную поэзию, сочинения по философии, научно-популярные и детские издания.
В 1992 году издательство основало Фонд христианской культуры «Znak», президентом которой стал польский журналист Стефан Мечислав Вильканович. В 2003 году издательство основало высшее учебное заведение «Высшую европейскую школу имени Юзефа Тишнера».
В настоящее время издательство издаёт около 150 книг в год.